# Ramesuan
Pour Ramesuen II nom personnel de Boromo Trailokanat, voir Boromo Trailokanat.
Ramesuen Ier  (en thaï : สมเด็จพระราเมศวร) (1339-1395), fils du Roi Ramathibodi Ier, fut le deuxième et le cinquième roi du royaume d'Ayutthaya (1369-1370 et 1388-1395).
Quand Ramathibodi est monté sur le trône d'Ayutthaya, il a envoyé Ramesuen régner sur Lopburi. À la mort de Ramathibodi en 1369, Ramesuen est revenu à Ayutthaya pour monter sur le trône, mais il a régné moins d'un an avant d'être détrôné par son oncle maternel Borommoratcha Ier, qui régnait à Suphanburi. Les sources diffèrent sur la nature de leur conflit, les chroniques officielles déclarant que Borommoratcha a régné avec le consentement de son neveu, alors que Jeremias Van Vliet, dans sa « Short History of Thailand » indique que l'ascension de Borommoratcha n'a eu lieu qu'après un conflit sanglant, presque une guerre civile.
Quel que soit le cas, en 1388 Ramesuen avait recueilli suffisamment d'appui de sa base de Lopburi pour retourner à Ayutthaya et pour défier Thong Chan, le fils de Borommoratcha, pour l’accession au trône. Ses forces prirent rapidement le palais et exécutèrent Thong Chan, qui n'avait que 17 ans. Ramesuen est resté sur le trône jusqu’en 1395, quand il a été remplacé par son fils Ramaratcha (également connu sous le nom de Ramaratchathirat ouRamarajadiraja en sanskrit).
Pendant son second règne, Ramesuen semble avoir conclu une entente avec le Royaume de Sukhothaï, contre qui Borommoratcha avait été en guerre permanente. Au lieu de cela, quelques archives relatent des conflits avec le royaume du Lan Na (dans le nord de la Thaïlande), et l'empire d'Angkor. Les chroniques d'Ayutthaya indiquent que Ramesuen a pris Chiang Mai, puis la capitale du royaume du Lan Na, en 1390, et a déporté beaucoup de captifs dans le royaume d'Ayutthaya. Une défaite semblable d'Angkor est citée dans les archives en réponse aux incursions du royaume cambodgien. Ni l'une ni l'autre de ces batailles n’est certifiée par les archives du Lan Na ou d'Angkor.

## Sources
- Wyatt, David K., Thailand: A Short History, New Haven (Yale University), 2003.  (ISBN 0300084757)

- (en) Cet article est partiellement ou en totalité issu de l’article de Wikipédia en anglais intitulé « Ramesuan » (voir la liste des auteurs).